# Нитендорф
Нитендорф (њем. Nittendorf) град је у њемачкој савезној држави Баварска. Једно је од 41 општинског средишта округа Регенсбург. Према процјени из 2010. у граду је живјело 8.903 становника. Посједује регионалну шифру (AGS) 9375175.

## Географски и демографски подаци
Нитендорф се налази у савезној држави Баварска у округу Регенсбург. Град се налази на надморској висини од 342–518 метара. Површина општине износи 32,9 km². У самом граду је, према процјени из 2010. године, живјело 8.903 становника. Просјечна густина становништва износи 271 становника/km².

## Међународна сарадња
| Мјесто     | Држава   | Врста сарадње | Од    |
| ---------- | -------- | ------------- | ----- |
| Лангенванг | Аустрија | партнерство   | 1982. |
| Извор      |          |               |       |